# Рагхунатх-рао
Рагхунатх-рао (18 августа 1734 — 11 декабря 1783) — пешва (глава правительства) государства маратхов из семьи Бхат.

## Биография
Рагхунатх-рао был младшим сыном пешвы Баджи-рао I. В то время, как его старший брат Баладжи Баджи-рао стал после смерти отца новым пешвой, Рагхунатх стал военачальником. Во время экспедиции 1753—1755 годов он сумел достичь выгодного договора с джатами. В ходе второй экспедиции он освободил от мусульманского владычества такие священные для индуистов места, как Матхура, Вриндавана, Гая, Курукшетра, помог свергнуть императора Ахмад Шаха и усадить вместо него на трон Аламгира II.
Успехи маратхов в Пенджабе привели их в прямую конфронтацию с Дурранийской империей Ахмад-шаха Абдали. Рагхунатх-рао был направлен на север для противодействия афганскому наступлению и, оценив обстановку, потребовал гораздо более крупную армию, чем имелась в наличии, а когда ему в этом было отказано — отказался от командования. Армию возглавил его кузен Садашив-рао, и в 1761 году маратхи потерпели крупное поражение в битве при Панипате. От потрясения, вызванного известием об этом поражении, пешва Баладжи Баджи-рао скончался. Рагхунатх-рао рассчитывал стать новым пешвой, однако им стал Мадхав-рао I, а Рагхунатх-рао оказался лишь регентом при нём.
Рагхунатх-рао попытался взять перевести управление делами на себя, что привело к конфликту с молодым пешвой. В итоге Рагхунатх-рао оказался под домашним арестом, и оставался там до смерти Мадхав-рао в 1772 году. В следующем году был убит молодой пешва Нараян-рао, и Рагхунатх-рао наконец-то занял эту должность.
Однако пешвой он пробыл недолго. Вскоре произошёл переворот, организованный Нана Фарнависом и ещё 11 администраторами, которые образовали регентский совет при провозглашённом пешвой малолетнем Мадхав-рао II (сыне Баладжи Баджи-рао).
Оказавшись не в силах вернуть власть самостоятельно, Рагхунатх-рао бежал в Сурат, где 6 марта 1775 года подписал Суратский договор с Британской Ост-Индской компанией, в соответствии с которым обещал отдать остров Салсет и порт Бассейн (перешедшие к маратхам бывшие португальские анклавы, которых британцы давно домогались) в обмен на помощь в захвате престола в Пуне. Началась первая англо-маратхская война, в ходе которой, однако, Рагхунатх-рао не удалось вернуть власть. 17 мая 1782 года был подписан Салбайский договор, по условиям которого англичане получали остров Салсет, но взамен этого обязались выплачивать пенсион своему протеже Рагхунатх-рао, отказывающемуся от претензий на трон.

## Семья и дети
У Рагхунатх-рао было два сына:
- Баджи-рао II
- Чимаджи-рао II